# Jean de Malestroit (condottiero)

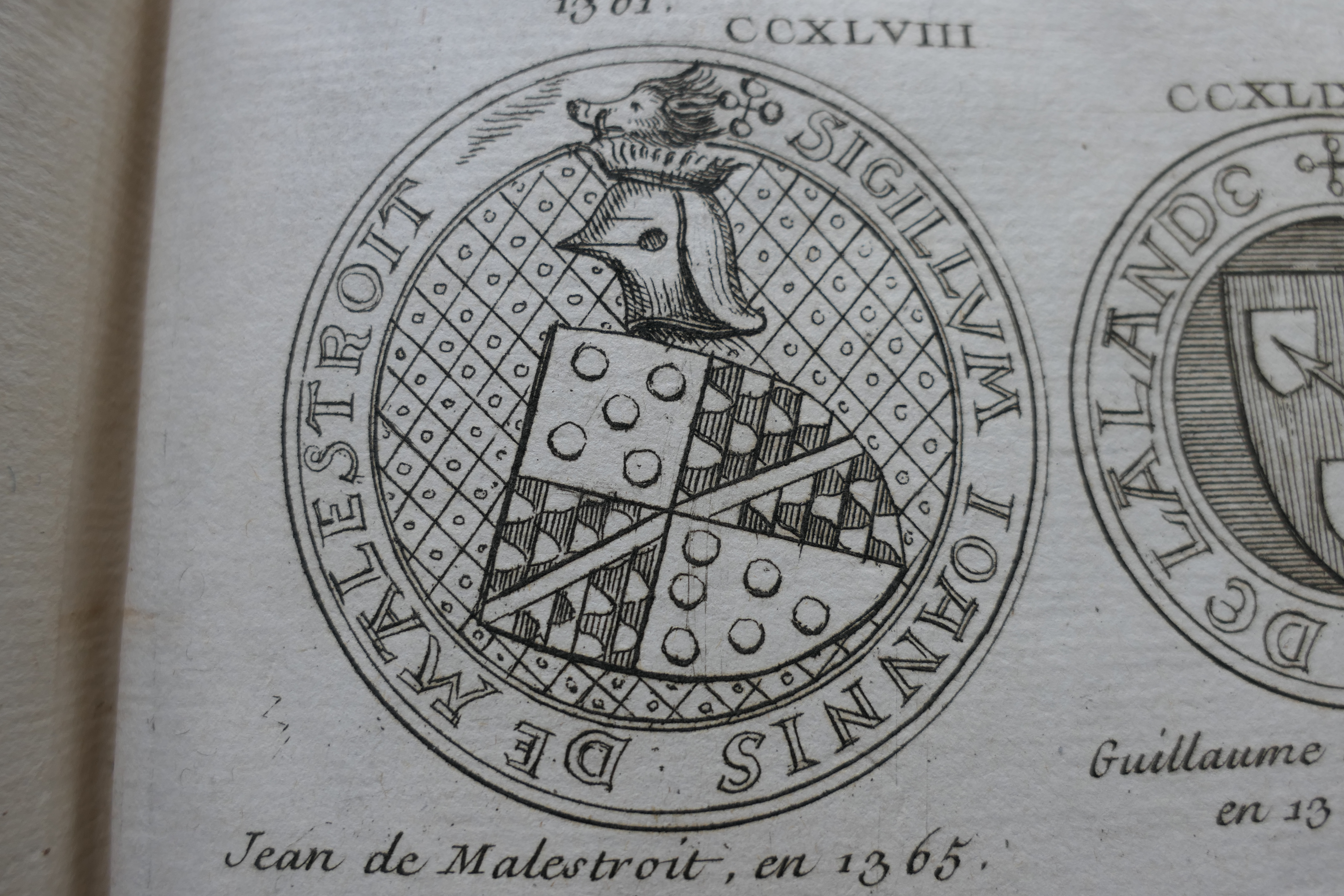
Stemma di Jean de Malestroit.

Jean II de Malestroit (Malestroit, ... – Napoli, 1385) è stato un condottiero e mercenario francese, fondatore della Compagnia dei Bretoni (Grandi Compagnie).

## Biografia
Era figlio di Jean de Châteaugiron (?-1374) detto "de Malestroit" di origini bretoni e di Jeanne de Rieux. Appartenne alla schiera dei mercenari banneret e II signore di Malestroit, un ramo cadetto dei signori di Châteaugiron.
Nel 1371 prese parte alla Guerra dei cent'anni, al servizio di Luigi I d'Angiò e nel 1374 affiancò Bertrand du Guesclin nella sua Compagnia. Dopo essere stato al servizio di Giacomo IV di Maiorca, alla morte di questi nel 1375 rientrò in Francia. Passò al servizio del legato pontificio cardinale Roberto di Ginevra nel 1376, scendendo in Italia con Sylvestre Budes per restaurarvi l'autorità papale a Roma e fondò e assunse il comando della Compagnia dei Bretoni, composta da 6000 cavalli e di 4000 fanti. I mercenari, in transito dal Piemonte verso la Romagna devastarono e saccheggiarono ogni cosa. Dopo avere assediato Bologna, la Compagnia si trasferì in Toscana.
Nel 1377 operò nella zona di Faenza, assediata da Astorre I Manfredi e da Giovanni Acuto, ma venne respinto. Nel settembre 1377 combatté i fiorentini al servizio della Santa Sede. Alla morte di papa Papa Gregorio XI nel 1378, Malestroit si schiera a favore dell'Antipapa Clemente VII in opposizione a Papa Urbano VI e si accampò nei dintorni di Roma. Nel 1379 venne definitivamente sconfitto dai mercenari italiani comandati da Alberico da Barbiano nella battaglia di Marino.
Dopo essere passato al soldo della regina Giovanna I di Napoli nell'agosto del 1379, morì di malattia a Napoli nel 1385.